# Hily
Hily es una aplicación de citas en línea que emplea aprendizaje automático e inteligencia artificial para encontrar coincidencias de posibles parejas. Nombrado como un acrónimo para “Hey, me gustas” ("Hey, I Like You", en inglés), la aplicación está diseñada para recomendar parejas potenciales analizando antecedentes, intereses y actividad del usuario en la aplicación. Las opciones de inscripción de la aplicación para el género incluye masculino, femenino, y no binario.
Hily fue inicialmente publicado en agosto de 2017. Según TechCrunch, la aplicación tuvo 35,000 usuarios durante su etapa de beta cerrada en octubre de 2017. Hily más tarde consiguió más usuarios a través de una sociedad con Snapchat. En agosto de 2019, la aplicación reportó tener 5 millones de usuarios.

## Historia
Hily fue cofundado por Yan Pronin y Alex Pasykov. El concepto de la aplicación se originó en la experiencia profesional en analytics y modelos estadísticos de Pronin. La aplicación fue diseñada para unir posibles parejas basándose en intereses similares en vez de ubicación geográfica y atractivo físico. La aplicación fue lanzada en Estados Unidos el 14 de agosto de 2017. En marzo de 2019 fue también lanzada en el Reino Unido, Irlanda y Francia.
En agosto de 2019 la aplicación reportó tener cinco millones de usuarios y estar clasificada entre las primeras tres aplicaciones de citas entre los consumidores de EE. UU. para el segundo trimestre de 2019.

## Operación
Hily emplea aprendizaje automático y algoritmos estadísticos. Analiza datos como profundidad de diálogo, elección de palabra y gustos mutuos para identificar perfiles con una alta probabilidad para un match. En agosto de 2018 Aime Williams de FT Magazine comentó que el control de los intercambios verbales de Hily "lleva las cosas un paso más allá" que los competidores de las redes geosociales. 
La plataforma de usuario requiere verificación de cuenta a través de captura de foto viva, cargando una foto de un ID oficial, o integración de redes sociales. En septiembre de 2017, Josiah Motley, editor senior para KnowTechie, se refirió al proceso de verificación de Hily declarando: "Si bien ningún sistema es perfecto, es un paso prometedor en la dirección correcta."

## Modelo empresarial
Hily está distribuido bajo un modelo de negocios freemium. La aplicación es libre de descargar y de uso, mientras que a las herramientas adicionales se puede acceder vía un plan de suscripción pagado.